# La historia del loco
La historia del loco es una novela de terror psicológico del escritor estadounidense John Katzenbach. Su versión original en inglés fue publicada en 2004 con el título The Madman's Tale. En 2007 fue publicada su traducción al español hecha por Julia Quinn. 
La obra está ambientada en un hospital psiquiátrico, lugar al que el protagonista Francis Petrel ha sido recluido por su familia tras una conducta imprevisible que culminó con una crisis. La historia contiene detalles de terror sobrenatural y thriller psicológico; destaca por su atmósfera de angustia y tensión. A lo largo del libro, el autor, demuestra su gran conocimiento del lado oscuro de la psique humana y su destreza para provocar la tensión en el lector, tal y como hiciera en El psicoanalista. 
Esta novela obtuvo el Premio Hammett and 2004 y el Premio Anthony en 2004. 
En 2007 existieron rumores de una posible adaptación al cine, sin embargo no se llegó a ningún acuerdo con la casa productora. 

## Argumento
¿Sabías que, antiguamente, la gente creía que si te dormías con la luz de la luna en la frente, despertabas loco? De ahí procede la palabra lunático 
Francis Petrel, apodado Pajarillo, tenía poco más de veinte años cuando su familia lo recluyó en el psiquiátrico Western State Hospital tras una conducta imprevisible que culminó en una crisis. Al ingresar al hospital, Francis deja al descubierto los sentimientos que rodean a quienes viven con problemas de salud mental. El libro describe una escena de abandono, tristeza, rechazo, e indiferencia por parte de la familia de Francis y de la sociedad en que vive, dejando al personaje en un lugar desconocido. 
Han pasado veinte años desde que el Western State Hospital cerró sus puertas y sus últimos pacientes se reintegraron a la sociedad. Ahora, alcanzada la mediana edad, Francis lleva una vida sin rumbo y solitaria, alojado en un piso barato y permanentemente medicado para acallar el coro de voces en su cabeza. Sin embargo, un reencuentro en los terrenos de la clausurada institución remueve algo profundo en la mente agitada de Pajarillo. Recuerdos sombríos, que él creía haber enterrado, sobre los truculentos hechos que condujeron al cierre del Western State Hospital, y el asesinato sin resolver de una joven enfermera, cuyo cadáver mutilado fue encontrado una noche después del cierre de las luces., 
Son estos recuerdos del crimen cometido hace veinte años en el hospital lo que hacen que Francis comience a escribir en las paredes de su casa lo sucedido en aquella época. Las voces en su cabeza lo incitan a seguir escribiendo y narrar lo sucedido en ese homicidio. Aunque la policía sospechó de un paciente, los internos siempre hablaron de un El ángel y el crimen quedó sin resolver. Sólo ahora, con la reaparición del asesino, se conocerá la respuesta. 

La historia está dividida en tres partes: El narrador poco fiable, Un mundo de historias y Pintura al látex blanca. Todas narradas por Francis, quien con un diagnóstico de esquizofrenia se convierte en el narrador poco confiable quien acompañado por su amigo Peter, apodado el bombero y la fiscal Lucy Jones intentan llegar al fondo del homicidio. Juntos pasan días en el nosocomio investigando acerca del crimen y tratado de llegar al culpable, navegando siempre entre las conductas típicas de un hospital psiquiátrico.  
Nos pasaba a todos los locos, era nuestra mayor esperanza y nuestro mayor sueño: queríamos ser algo. Lo que nos afligía era lo difícil que resultaba lograr ese objetivo, así que lo sustituíamos por delirios 

## Reconocimientos
En 2004 la obra obtuvo el Premio Hammett, galardón tutelado por la Asociación de Escritores Policiacos desde 1987 para distinguir anualmente a la mejor novela policiaca escrita en español.  
En 2005 fue nominada como mejor novela para el Premio Anthony, un premio literario para escritores de misterio que se otorga desde 1986., 

### Obras similares
- El psicoanalista
- Un asunto pendiente
- Un final perfecto
- Juicio final
- El estudiante